# Morti nel 1721
| Questa pagina contiene informazioni ricavate automaticamente dalle voci biografiche con l'ausilio del template Bio e di un bot. L'aggiornamento è periodico e automatico e ricostruisce completamente la pagina. Se manca una persona in questa lista, sei pregato di non aggiungerla, ma accertati piuttosto che la sua voce biografica contenga il template Bio e che i dati anagrafici siano correttamente compilati. Se il template Bio manca, inseriscilo tu stesso o, in alternativa, metti l'avviso {{tmp\|Bio}} che ne segnala la mancanza. Se i dati riportati sono sbagliati, correggi direttamente la voce biografica; le modifiche saranno visibili in questa lista entro pochi giorni. Per chiarimenti vedi il progetto biografie. La lista contiene solo le 92 persone che sono citate nell'enciclopedia e per le quali è stato implementato correttamente il template Bio. Pagina aggiornata al 26 lug 2025. |

## Gennaio(3)
- 14 gennaio - Fulvio Astalli, cardinale e vescovo cattolico italiano (n. 1655)
- 26 gennaio - Pierre-Daniel Huet, filosofo, storico e teologo francese (n. 1630)
- 31 gennaio - Jacopo Antonio Pozzo, religioso e architetto italiano (n. 1645)

## Febbraio(5)
- 5 febbraio - James Stanhope, I conte Stanhope, politico e militare britannico (n. 1673)
- 19 febbraio - Giuseppe Antonio Delmestri von Schönberg, vescovo cattolico italiano (n. 1672)
- 22 febbraio - Johann Christoph Bach, organista e compositore tedesco (n. 1671)
- 22 febbraio - John Manners, II duca di Rutland, nobile inglese (n. 1676)
- 24 febbraio - John Sheffield, I duca di Buckingham e Normanby, nobile, politico e scrittore britannico (n. 1647)

## Marzo(6)
- 5 marzo - María de Navas, attrice teatrale italiana (n. 1666)
- 15 marzo - Luisa di Meclemburgo-Güstrow, sovrana danese (n. 1667)
- 19 marzo - Papa Clemente XI, papa, vescovo cattolico e cardinale italiano (n. 1649)
- 24 marzo - Michele Esterházy, ungherese (n. 1671)
- 27 marzo - Giacomo Maria Airoli, gesuita e orientalista italiano (n. 1660)
- 29 marzo - Charles Vane, pirata inglese (n. 1680)

## Aprile(6)
- 2 aprile - Luigi Garzi, pittore italiano (n. 1638)
- 2 aprile - Tommaso Niccolò d'Aquino, poeta italiano (n. 1665)
- 6 aprile - Lorenzo Lorenzini, matematico italiano (n. 1652)
- 8 aprile - Mary Read, pirata britannica (n. 1685)
- 14 aprile - Michel Chamillart, politico e nobile francese (n. 1652)
- 22 aprile - Carlo Federico di Anhalt-Bernburg, principe tedesco (n. 1668)

## Maggio(5)
- 8 maggio - Marc-René de Voyer de Paulmy, politico francese (n. 1652)
- 9 maggio - Giandomenico Paracciani, cardinale e vescovo cattolico italiano (n. 1646)
- 10 maggio - Cristiano Guglielmo di Schwarzburg-Sondershausen, conte (n. 1647)
- 18 maggio - Maria Barbara Carillo, spagnola (n. 1625)
- 23 maggio - Martin Naboth, anatomista tedesco (n. 1675)

## Giugno(6)
- 6 giugno - Giuseppe Esterházy, principe ungherese (n. 1688)
- 10 giugno - Johann Hermann von Elswich, teologo tedesco (n. 1684)
- 18 giugno - Filippo d'Assia-Philippsthal (n. 1655)
- 19 giugno - Walter Kennedy, pirata irlandese
- 21 giugno - Johann Christoph Müller, cartografo tedesco (n. 1673)
- 28 giugno - Isaac Sailmaker, pittore olandese (n. 1633)

## Luglio(6)
- 8 luglio - Elihu Yale, statunitense (n. 1649)
- 13 luglio - William Villiers, II conte di Jersey, nobile inglese (n. 1682)
- 14 luglio - Antonio Giannettini, compositore, organista e cantante italiano (n. 1649)
- 18 luglio - Antoine Watteau, pittore francese (n. 1684)
- 19 luglio - Jonathan Trelawny, III baronetto, vescovo anglicano britannico (n. 1650)
- 26 luglio - Godefroy Maurice de La Tour d'Auvergne, nobiluomo francese (n. 1636)

## Agosto(6)
- 3 agosto - Grinling Gibbons, scultore inglese (n. 1648)
- 3 agosto - Stanisław Szembek, arcivescovo cattolico polacco (n. 1650)
- 7 agosto - Emilio Altieri, II principe di Oriolo, principe italiano (n. 1670)
- 16 agosto - Edward Henry Rich, VII conte di Warwick, conte britannico (n. 1698)
- 27 agosto - Carlo Sernicola, teologo, poeta e oratore italiano (n. 1659)
- 31 agosto - John Keill, matematico scozzese (n. 1671)

## Settembre(11)
- 1º settembre - Benedetto Bacchini, religioso, storico e critico letterario italiano (n. 1651)
- 4 settembre - María Luisa Manrique de Lara y Gonzaga, nobildonna spagnola (n. 1649)
- 8 settembre - Henri Arnaud, religioso francese (n. 1643)
- 9 settembre - Elisabetta Dorotea d'Assia-Darmstadt, nobile (n. 1676)
- 11 settembre - Rudolf Jakob Camerarius, botanico e entomologo tedesco (n. 1665)
- 13 settembre - François de Mailly, cardinale e arcivescovo cattolico francese (n. 1658)
- 17 settembre - Margherita Luisa d'Orléans, nobile francese (n. 1645)
- 18 settembre - Nathaniel Crew, III barone di Crew, vescovo anglicano britannico (n. 1633)
- 19 settembre - Bonaventura Lamberti, pittore italiano (n. 1652)
- 21 settembre - Tommaso Bonaventura della Gherardesca, arcivescovo cattolico italiano (n. 1654)
- 24 settembre - Pacifico da San Severino, religioso, presbitero e santo italiano (n. 1653)

## Ottobre(8)
- 1º ottobre - Girolamo Archinto, arcivescovo cattolico e diplomatico italiano (n. 1672)
- 2 ottobre - Benoît Audran detto il Vecchio, incisore francese (n. 1661)
- 2 ottobre - Scipione Guidi di Bagno, generale italiano (n. 1660)
- 8 ottobre - Armand Bazin de Besons, arcivescovo cattolico e politico francese (n. 1654)
- 11 ottobre - Edward Colston, mercante, filantropo e politico britannico (n. 1636)
- 14 ottobre - Barthold Feind, librettista, poeta e scrittore tedesco (n. 1678)
- 16 ottobre - Biagio Gambaro, vescovo cattolico italiano (n. 1650)
- 26 ottobre - Giorgio Augusto di Nassau-Idstein, nobile tedesco (n. 1665)

## Novembre(2)
- 8 novembre - Catharina Margaretha Linck, prussiana (n. 1687)
- 21 novembre - Abdul Jalil Shah IV di Johor, sovrano malese

## Dicembre(8)
- 11 dicembre - Carlo Antonio Gozani, vescovo cattolico italiano (n. 1641)
- 12 dicembre - Joseph Greissing, architetto tedesco (n. 1664)
- 17 dicembre - Richard Lumley, I conte di Scarbrough, politico e militare inglese (n. 1650)
- 21 dicembre - Friedrich Christian Seifert von Edelsheim, politico, scrittore e poeta tedesco (n. 1669)
- 24 dicembre - Giovanni Battista Cattaneo Della Volta, doge (n. 1638)
- 24 dicembre - John Cecil, VI conte di Exeter, nobile e politico inglese (n. 1674)
- 25 dicembre - António Luís de Sousa, generale portoghese (n. 1644)
- 27 dicembre - Biagio Puccini, pittore e incisore italiano (n. 1675)

## Senza giorno specificato(20)
- Giuseppe Barbavara, nobile e politico italiano
- Pompilio Berlingieri, nobile e vescovo cattolico italiano (n. 1662)
- Giovanni Lorenzo Bertolotto, pittore italiano (n. 1640)
- Carlo Francesco Bizzaccheri, architetto italiano (n. 1656)
- Louis-Dominique Bourguignon, brigante e omicida francese (n. 1693)
- Edward England, pirata britannico (n. 1678)
- Manuela Escamilla, attrice teatrale spagnola (n. 1650)
- John Faber detto il Vecchio, disegnatore e incisore olandese (n. 1660)
- Giuseppe Ghezzi, pittore italiano (n. 1634)
- Antonio Floriano del Liechtenstein, principe austriaco (n. 1656)
- Johann Anton Logy, liutista e compositore ceco (n. 1650)
- Francesco Mitta, architetto italiano (n. 1662)
- Andreas Musalus, matematico, filosofo e architetto greco (n. 1665)
- Jean de Palaprat, commediografo francese (n. 1650)
- Isabel Zacarías Ponce de León y Alencastre, nobildonna spagnola (n. 1669)
- Matthew Prior, letterato britannico (n. 1664)
- Domenico Sabbatino, vescovo cattolico e teologo italiano (n. 1653)
- Andrea dell'Asta, pittore italiano (n. 1673)
- Veronica I di Ndongo e Matamba, regina
- Hillebrand van der Aa, pittore, scultore e incisore olandese